# Manufacture de bas de soie
En 1656, on installe au château de Madrid, à Neuilly-sur-Seine une des premières manufactures de bas de soie qui comptera 79 compagnons en 1672. Louis XIV n'y vient pas mais y loge des personnes de marque notamment Fleuriau d'Armenonville, capitaine des gardes de la garenne du bois puis garde des sceaux.
En 1657, le château était déjà en fort mauvais état: « étant exposé à l'injure du temps, le vent et la pluie gastent tout et font tout tomber ». En 1666, la manufacture de bas de soie rendit la vie à cette grande ruine, mais ce fut pour trop peu de temps.
Sa fondation fit l'objet d'un privilège royal accordé à Jean Hindret et ses associés, mais ce monopole ne fut pas respecté, avec la création d'autres manufactures de bas de soie à Lyon et Orange en 1662 puis à Nîmes, Montauban et Chambéry. Toutes ces manufactures rencontrèrent des difficultés en raison du manque d'ouvriers qualifiés et des guerres de Louis XIV.